# Peromyscus interparietalis
Peromyscus interparietalis là một loài động vật có vú trong họ Cricetidae, bộ Gặm nhấm. Loài này được Burt mô tả năm 1932.